# Лавалетт Сен Жорж, Адольф
Адольф фон Лавалетт Сен Жорж (нем. Adolph von La Valette-St. George; 14 ноября 1831 — 29 ноября 1910) — немецкий зоолог и гистолог.
В 1855 — доктор философии, в 1857 — доктор медицины, в 1858 — приват-доцент, в 1859 — прозектор, в 1862 — экстраординарный и в 1875 — ординарный профессор анатомии в Бонне. Научная деятельность Лавалетта касалась истории развития беспозвоночных, гистологии и развития половых органов и т. п.; он напечатал среди прочего: «Entwiclung der Trematoden» (1859); «Üeber die Genese der Samenkörper» (1865—1878); «Entwicklung der Samenkörper beim Frosch» (1868); «Entwicklung der Hoden» (1871); «Die Spermitogenese bei den Säugethieren und dem Menschen» (1898). С 1875 работал редактором известного журнала «Archiv für mikroskopische Anatomie» (с 1889 совместно с О. Гертвигом).